# Bescat
Bescat ist eine französische Gemeinde mit 248 Einwohnern (Stand 1. Januar 2022) im Département Pyrénées-Atlantiques in der Region Nouvelle-Aquitaine (vor 2016: Aquitanien). Die Gemeinde gehört zum Arrondissement Oloron-Sainte-Marie und zum Kanton Oloron-Sainte-Marie-2 (bis 2015: Kanton Arudy).
Die Bewohner werden Bescatais oder Bescataises genannt.

## Geographie
Bescat liegt ca. 18 km südöstlich von Oloron-Sainte-Marie und ca. 30 km südlich von Pau am Hang einer Moräne am Eingang des Vallée d’Ossau im Béarn.
Umgeben wird der Ort von den Nachbargemeinden:
| Rébénacq |                                             |                   |
| Buzy     | Kompassrose, die auf Nachbargemeinden zeigt | Sévignacq-Meyracq |
|          | Arudy                                       |                   |

Bescat liegt im Einzugsgebiet des Flusses Adour. Der Gave d’Ossau durchströmt zu einem kleinen Teil das südliche Gemeindegebiet. Der Ruisseau des Trébès und der Ruisseau d’Escou entspringen im Gebiet der Kommune.

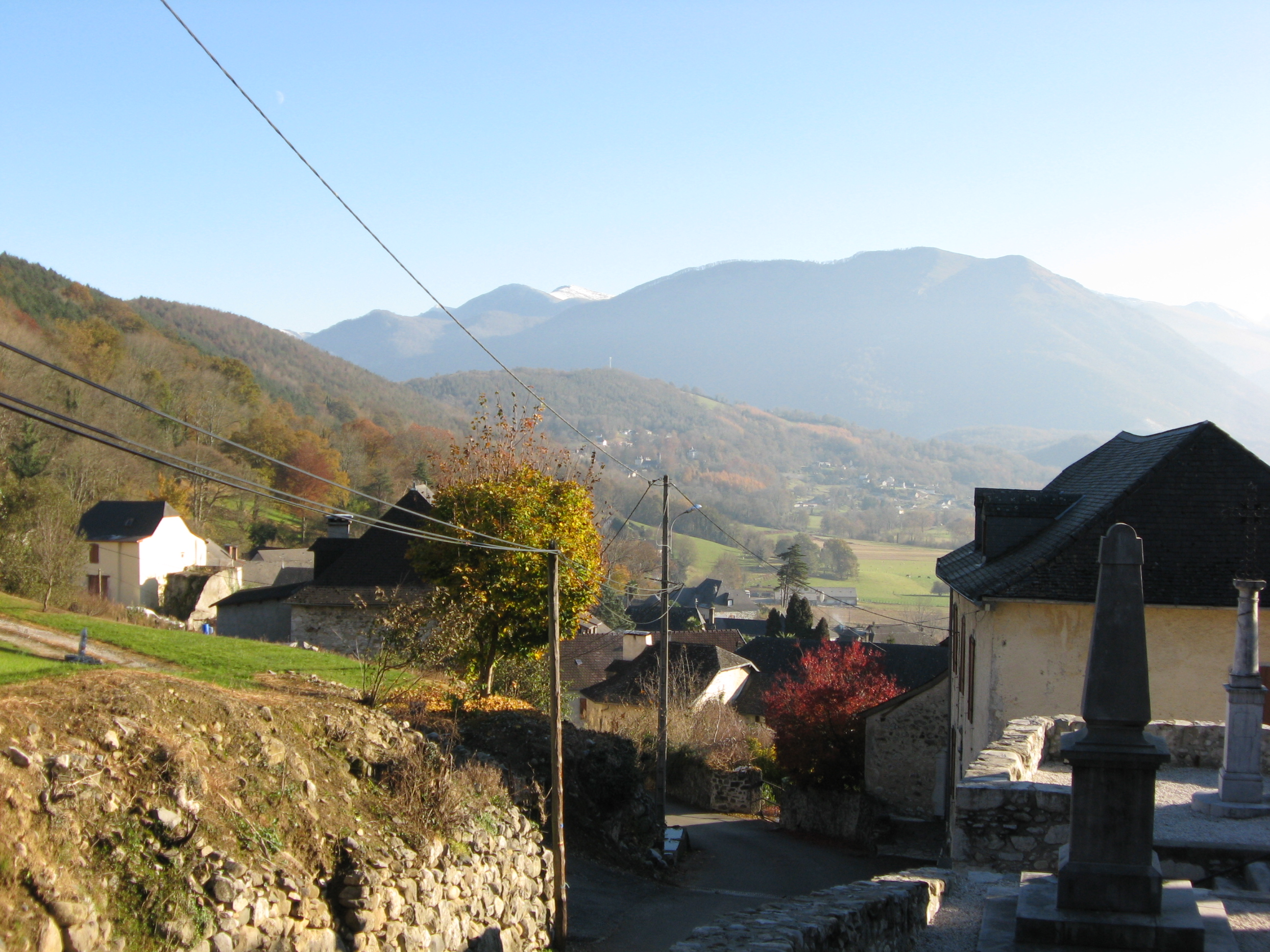
Blick von Bescat auf die Pyrenäen

## Geschichte
Bescat wird unter dem Namen Bescad 1154 erstmals im Kopialbuch von Barcelona erwähnt. Es gab ein Laienkloster, das lehnsabhängig vom Vicomte von Béarn war. Weitere Toponyme waren in der Folge Albescat (1270, Urkunden des Archidiakonats von Ossau) und Besquat (1418, Kopialbuch des Archidiakonats von Ossau). In der Volkszählung von 1385 wurden 14 Haushalte gezählt und vermerkt, dass das Dorf in der Bailliage des Archidiakonats von Ossau liegt.
Während der Hugenottenkriege waren große Kriegsschäden zu verzeichnen. Die Bewohner von Bescat entschieden sich, bei der katholischen Konfession zu bleiben, während der Nachbarort Arudy zu den Hugenotten wechselte. Der Papst dankte dem Ort mit der Einsetzung einer Bruderschaft der „Fünf Wunden unseres Herrn“ (Cinq plaies de Notre Seigneur) in Bescat.
Auf der Karte von Cassini 1750 ist Bescat in der heutigen Form eingetragen, während der Französischen Revolution 1793 als Bercat geführt.

## Einwohnerentwicklung
Nach dem Höhepunkt von 572 Einwohnern in der ersten Hälfte des 19. Jahrhunderts ist die Zahl um rund die Hälfte zurückgegangen und bewegt sich heute in einem ungefähren Bereich zwischen 250 und 300.
| Jahr      | 1962 | 1968 | 1975 | 1982 | 1990 | 1999 | 2006 | 2009 | 2022 |
| --------- | ---- | ---- | ---- | ---- | ---- | ---- | ---- | ---- | ---- |
| Einwohner | 266  | 236  | 274  | 268  | 278  | 252  | 254  | 272  | 248  |

## Sehenswürdigkeiten

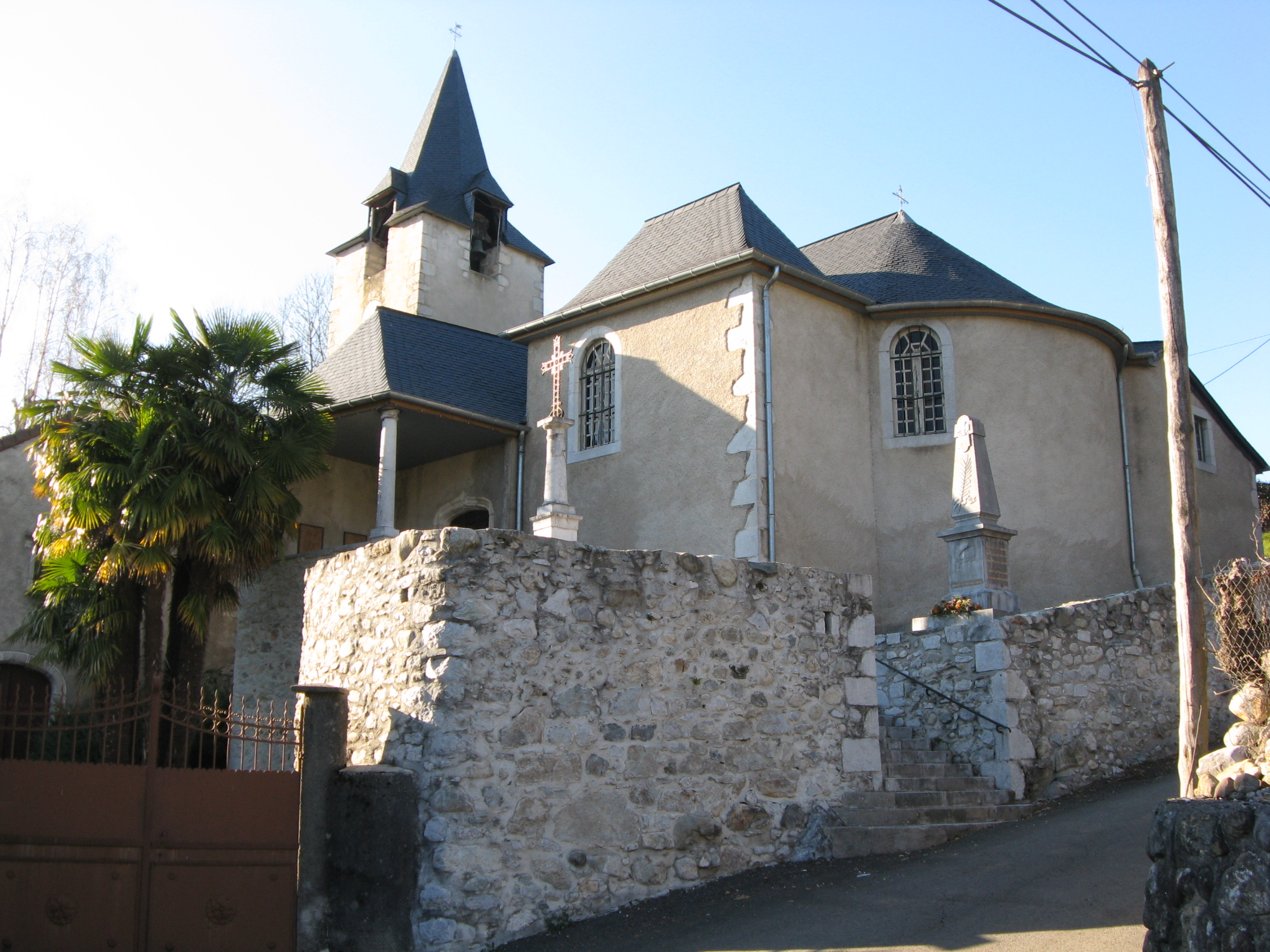
Pfarrkirche Saint-Lizier von Bescat

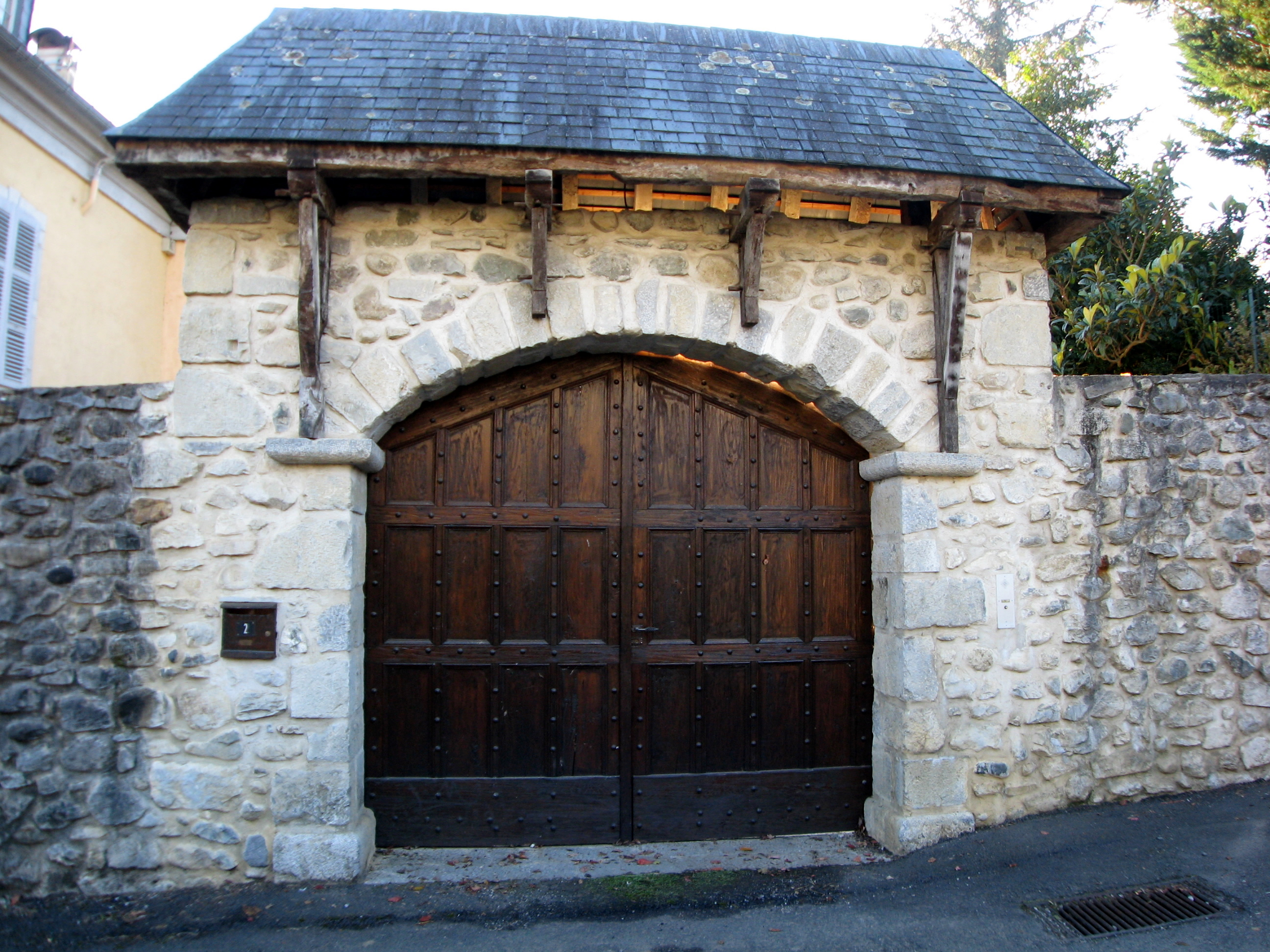
Toreinfahrt in Bescat

- Pfarrkirche, gewidmet Lizier von Couserans. Das ursprünglich im 17. Jahrhundert errichtete Gebäude besteht aus einem Hauptschiff mit hölzernem Tonnengewölbe, das über Rundbögen mit zwei Seitenschiffen verbunden ist und dessen Apsis mit einer Apsiskalotte abgeschlossen ist. Die Südfassade ist mit einer gotischen Eingangspforte unterbrochen. Im Innern werden Gegenstände aus dem 17., 18. und 19. Jahrhundert bewahrt, die als nationale Kulturgüter registriert sind, z. B. Tabernakel und Altarretabel im Haupt- und Seitenschiffen.[8]

- Häuser aus dem 16., 17. und 18. Jahrhundert.

## Wirtschaft und Infrastruktur
Bescat liegt in der Zone AOC des Ossau-Iraty, eines traditionell hergestellten Schnittkäses aus Schafmilch.

### Sport
Der Fernwanderweg GR 78 von Carcassonne nach Saint-Jean-Pied-de-Port führt durch die Gemeinde. Er folgt einem Nebenweg des Jakobswegs nach Santiago de Compostela.

### Verkehr
Bescat wird durchquert von den Route départementales 232, 920 und 934 (ehemalige Route nationale 134).